# Потамнели анђели
Потамнели анђели (енгл. The Tarnished Angels) је америчка црно-бела филмска драма из 1957. у режији Дагласа Серка, са Роком Хадсоном, Дороти Малон и Робертом Стаком у главим улогама. Смештен у Њу Орлеансу у ери америчке депресије, заплет се темељи на зближавању новинара алкохоличара Берка Девлина са пилотом Робертом Шуманом и његовом женом Лаверн, који зарађују изводећи различите егзибиције на аеродромским митинзима. Сценарио Џорџа Закермана настао је на основу романа „Стуб“ нобеловца Вилијама Фокнера. Да би испоштовао строге моралне холивудске кодексе тог времена и тиме добио зелено светло од филмских цензора, сценариста је морао да из сценарија избаци ménage à trois, који је централан у Фокнеровом роману, и да Роберта и Лаверн учини брачним паром.
Редитељ је по сопственим речима желео да екранизује овај Фокнеров роман, још од тренутка када га је први пут прочитао 1936. Окупио је исте глумце Хадсона, Мелон и Стака, са којима је сарађивао у претходном филму Записано у ветру. Пошто „Стуб“ садржи неколико референци на поезију Т. С. Елиота, Серк је глумцима објашњавао на који начин треба да изнесу улоге рецитујући стихове Пусте земље и Љубавне песме Џ. Алфреда Пруфрока. Иако су Серкове мелодраме из педестих познате по томе што су снимљене у живописним бојама техноколора, Потамнели анђели je снимљен у црно-белој техници, не би ли се што верније дочарала економска депресија у Америци тридестих година двадестог века.
Оновремени филмски критичари са енглеског говорног подручја су филм дочекали негативним рецензијама називајући га лошим, јефтиним и лоше одглумљеним. Француски критичари, који су први открили значај Серкових филмова, дочекали су га похвалама. Упркос лошем пријему Фокнер је сматрао да су Потамнели анђели најбоља екранизација од свих покушаја да се његово дело екранизује. Режисер га је такође сматрао својим најбољим филмом. Временом, како је репутација Дагласа Серка као режисера расла, Потамнелим Анђелима је одато признање.

## Улоге
| Глумац          | Улога            |
| --------------- | ---------------- |
| Рок Хадсон      | Берк Девлин      |
| Дороти Малон    | Лаверн Шуман     |
| Роберт Стак     | Роџер Шуман      |
| Џек Карсон      | Џигс             |
| Роберт Мидлстон | Мет Орд          |
| Алан Рид        | Пиковник Фајнман |
| Трој Донахју    | Френк Бернам     |
| Вилијам Шалерт  | Тед Бејкер       |